# Городское поселение Малино
Городско́е поселе́ние Ма́лино — упразднённое муниципальное образование (городское поселение) в Ступинском муниципальном районе Московской области, включающее в себя рабочий посёлок Малино, который является его центром, и рядом располагающиеся 28 сельских населённых пунктов. Площадь — 250,75 км².

## Население
| 2006  | 2007  | 2008  | 2009  | 2010  | 2011  |
| ----- | ----- | ----- | ----- | ----- | ----- |
| 8519  | ↘8230 | ↘8229 | ↘8198 | ↘7576 | ↗7608 |
| 2012  | 2013  | 2014  | 2015  | 2016  | 2017  |
| →7608 | ↘7553 | ↘7469 | ↗7481 | ↘7449 | ↘7396 |

## Состав городского поселения
В состав городского поселения Малино входят 29 населённых пунктов:
| №  | Населённый пункт | Тип населённого пункта                  | Население |
| -- | ---------------- | --------------------------------------- | --------- |
| 1  | Бабеево          | деревня                                 | ↗12       |
| 2  | Березнецово      | село                                    | ↘1209     |
| 3  | Бортниково       | село                                    | ↘34       |
| 4  | Бурцево          | деревня                                 | ↗16       |
| 5  | Васильевское     | село                                    | ↘37       |
| 6  | Глебово          | деревня                                 | ↗1        |
| 7  | Девяткино        | деревня                                 | ↘141      |
| 8  | Дубнево          | деревня                                 | ↘1394     |
| 9  | Игнатьево        | деревня                                 | ↗20       |
| 10 | Каменка          | деревня                                 | ↗16       |
| 11 | Кочкорево        | деревня                                 | ↘9        |
| 12 | Кошелевка        | деревня                                 | ↘56       |
| 13 | Крапивня         | деревня                                 | ↘12       |
| 14 | Лаврентьево      | деревня                                 | ↘0        |
| 15 | Липитино         | село                                    | ↗134      |
| 16 | Лобынино         | деревня                                 | ↗16       |
| 17 | Малино           | рабочий посёлок, административный центр | ↗3357     |
| 18 | Матюково         | деревня                                 | ↗20       |
| 19 | Николо-Тители    | деревня                                 | ↘4        |
| 20 | Останково        | деревня                                 | ↗33       |
| 21 | Пестриково       | деревня                                 | ↘2        |
| 22 | Савельево        | деревня                                 | ↘7        |
| 23 | Сафроново        | деревня                                 | ↗74       |
| 24 | Сотниково        | деревня                                 | ↗42       |
| 25 | Фомино           | деревня                                 | ↗1        |
| 26 | Хонятино         | село                                    | ↘113      |
| 27 | Четряково        | деревня                                 | ↘7        |
| 28 | Шугарово         | деревня                                 | ↘21       |
| 29 | Щапово           | деревня                                 | ↗37       |

## Комментарии
1. ↑  Согласно Постановлению Губернатора МО от 19 мая 2001 года № 148-ПГ Архивная копия от 8 декабря 2015 на Wayback Machine в состав рабочего посёлка были включены деревни Марьинка и Харино
2. ↑  Согласно Постановлению Губернатора МО от 19 мая 2001 года № 146-ПГ Архивная копия от 8 декабря 2015 на Wayback Machine в состав деревни был включён посёлок отделения совхоза «Хонятино»